# Cantone di San Miguel
Il cantone di San Miguel è un cantone dell'Ecuador che si trova nella provincia di Bolívar.
Il capoluogo del cantone è San Miguel.